# Pomatocalpa maculosum
Pomatocalpa maculosum là một loài thực vật có hoa trong họ Lan. Loài này được (Lindl.) J.J.Sm. miêu tả khoa học đầu tiên năm 1912.